# آدم سينيور
آدم سينيور (بالإنجليزية: Adam Senior)‏ هو لاعب كرة قدم بريطاني في مركز الدفاع، ولد في 20 يناير 2002 في بولتن في المملكة المتحدة. لعب مع بولتون واندررز.